# جورج ميتشيل (ممثل)
جورج ميتشيل (بالإنجليزية: George Mitchell)‏ هو ممثل أمريكي، ولد في 21 فبراير 1905 بنيويورك في الولايات المتحدة، وتوفي في 18 يناير 1972 بواشنطن العاصمة في الولايات المتحدة.

## وصلات خارجية
- جورج ميتشيل على موقع IMDb (الإنجليزية)
- جورج ميتشيل على موقع ألو سيني (الفرنسية)
- جورج ميتشيل على موقع أول موفي (الإنجليزية)
- جورج ميتشيل على موقع قاعدة بيانات برودواي على الإنترنت (الإنجليزية)
- جورج ميتشيل على موقع قاعدة بيانات الأفلام السويدية (السويدية)
- جورج ميتشيل على موقع قاعدة بيانات الفيلم (الإنجليزية)
- جورج ميتشيل على موقع كينوبويسك (الروسية)